# EFAF Atlantic Cup 2009
La EFAF Atlantic Cup 2009 è stata la prima edizione dell'omonimo torneo, disputata nel 2009. È stata organizzata dalla EFAF.
Ha avuto inizio il 27 giugno e si è conclusa il giorno seguente con la finale di Bruxelles vinta per 15-13 dai belgi West Vlaanderen Tribes sugli irlandesi Dublin Rebels.
Al campionato hanno preso parte 4 squadre.

## Squadre partecipanti
| Club                   | Città     | Stadio | Sponsor ufficiale | Risultato nella stagione 2008 |
| ---------------------- | --------- | ------ | ----------------- | ----------------------------- |
| Amstelland Panthers    | Amsterdam |        |                   |                               |
| Dublin Rebels          | Dublino   |        |                   | Vicecampioni d'Irlanda        |
| Dudelange Dragons      | Dudelange |        |                   |                               |
| West Vlaanderen Tribes | Izegem    |        |                   | Campioni del Belgio           |

## Tabellone
|  | Semifinali             | Semifinali             | Semifinali    |               |                        | Finale                 | Finale              | Finale          |  |
|  |                        |                        |               |               |                        |                        |                     |                 |  |
|  | West Vlaanderen Tribes | West Vlaanderen Tribes | 52            |               |                        |                        |                     |                 |  |
|  | West Vlaanderen Tribes | West Vlaanderen Tribes | 52            |               |                        |                        |                     |                 |  |
|  | Dudelange Dragons      | Dudelange Dragons      | 0             |               |                        |                        |                     |                 |  |
|  | Dudelange Dragons      | Dudelange Dragons      | 0             |               | West Vlaanderen Tribes | West Vlaanderen Tribes | 15                  |                 |  |
|  |                        |                        |               |               | West Vlaanderen Tribes | West Vlaanderen Tribes | 15                  |                 |  |
|  |                        |                        | Dublin Rebels | Dublin Rebels | 13                     |                        |                     |                 |  |
|  | Dublin Rebels          | Dublin Rebels          | Dublin Rebels | Dublin Rebels | 13                     | 9                      |                     |                 |  |
|  | Dublin Rebels          | Dublin Rebels          |               |               |                        | 9                      |                     |                 |  |
|  | Amstelland Panthers    | Amstelland Panthers    | 0             |               |                        | Finale 3º posto        | Finale 3º posto     | Finale 3º posto |  |
|  | Amstelland Panthers    | Amstelland Panthers    | 0             |               |                        |                        |                     |                 |  |
|  |                        |                        |               |               |                        |                        |                     |                 |  |
|  |                        |                        |               |               |                        | Dudelange Dragons      | Dudelange Dragons   | 0               |  |
|  |                        |                        |               |               |                        | Dudelange Dragons      | Dudelange Dragons   | 0               |  |
|  |                        |                        |               |               |                        | Amstelland Panthers    | Amstelland Panthers | 60              |  |

## Calendario

### Semifinali
| Bruxelles 27 giugno 2009 | Dublin Rebels | 9 – 0 | Amstelland Panthers |  |

| Bruxelles 27 giugno 2009 | West Vlaanderen Tribes | 52 – 0 | Dudelange Dragons |  |

### Finale 3º - 4º posto
| Bruxelles 28 giugno 2009 | Amstelland Panthers | 60 – 0 | Dudelange Dragons |  |

### Finale
| Bruxelles 28 giugno 2009 | West Vlaanderen Tribes | 15 – 13 | Dublin Rebels |  |

## Classifica
La classifica finale è la seguente:
- PCT = percentuale di vittorie, G = partite giocate, V = partite vinte, P = partite perse, PF = punti fatti, PS = punti subiti
- La vittoria finale è indicata in verde

| Pos. | Squadra                | %V    | G | V | P | PF | PS  |
| ---- | ---------------------- | ----- | - | - | - | -- | --- |
| 1    | West Vlaanderen Tribes | 1.000 | 2 | 2 | 0 | 67 | 13  |
| 2    | Dublin Rebels          | .667  | 2 | 1 | 1 | 22 | 15  |
| 3    | Amstelland Panthers    | .333  | 2 | 1 | 1 | 60 | 9   |
| 4    | Dudelange Dragons      | .000  | 2 | 0 | 2 | 0  | 112 |

## Verdetti
- West Vlaanderen Tribes Vincitori della EFAF Atlantic Cup 2009